# Coilate-Letelo
Coilate-Letelo (Coilate-Leotelo, Kailete Leotela) ist ein osttimoresischer Suco im Verwaltungsamt Hatulia (Gemeinde Ermera).

## Geographie

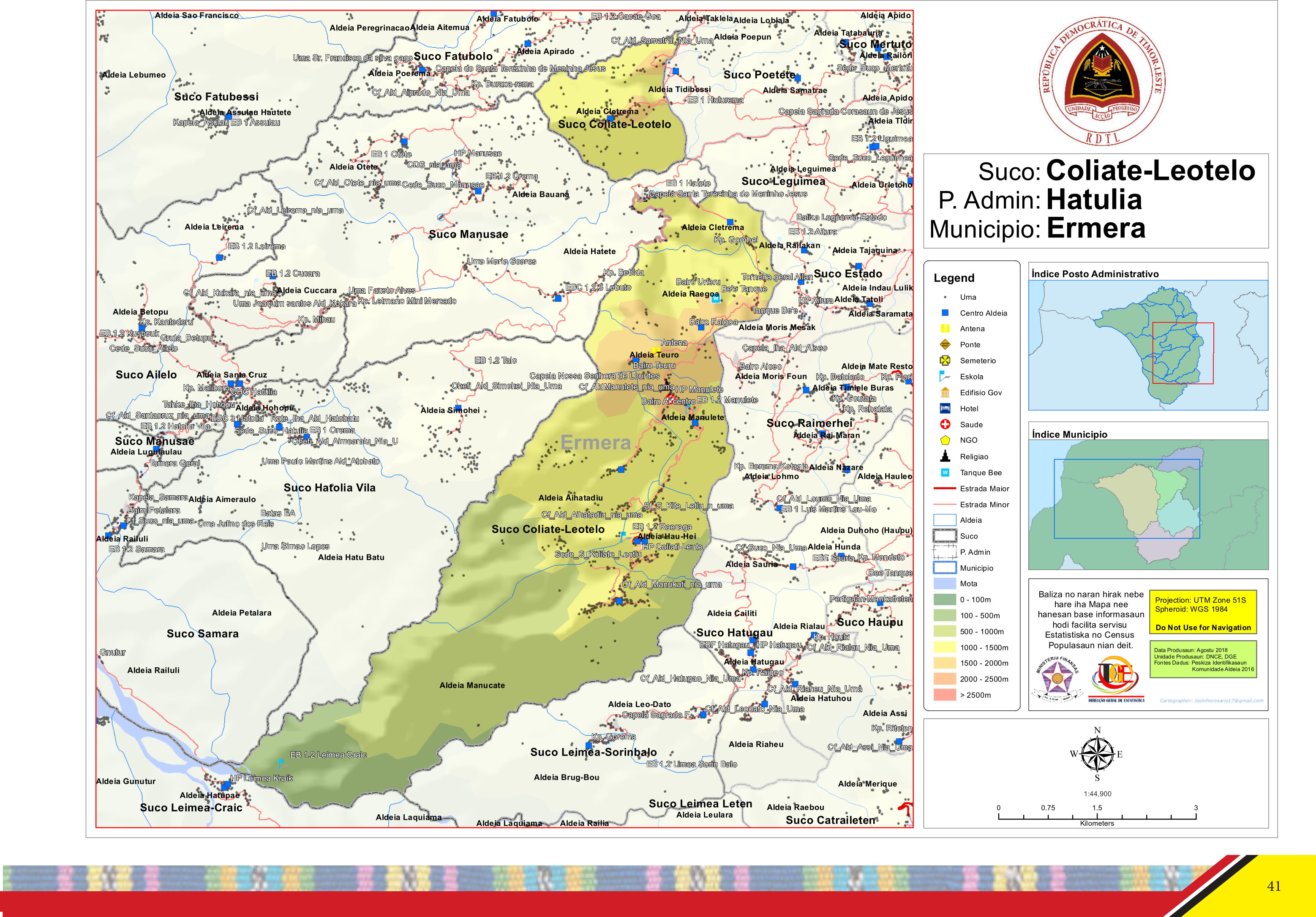
Coilate-Letelo vor der Abtrennung von Coilate-Leten

Coilate-Letelo liegt im Südosten des Verwaltungsamts Hatulia. Nordwestlich liegen die Sucos Manusae, Hatolia Vila und Samara, südlich die Sucos Leimea-Craic und Leimea-Sarinbalo. Im Osten grenzt Coilate-Letelo an die Verwaltungsämter Ermera mit seinen Sucos Leguimea, Estado und Raimerhei und Letefoho mit seinem Suco Hatugau. Im Grenzgebiet zu Raimerhei entspringt der Fluss Meipu, der dann die gesamte Grenze nach Süden bildet. Im Grenzgebiet zu Hatolia Vila entspringt der Aiboro und bildet die Nordgrenze, bis er auf den Meipu trifft. In beide fließen kleine Flüsse, die in Coilate-Letelo entspringen. An der Nordspitze des Sucos fließt der Lahosa entlang. Die Flüsse gehören alle zum System des Lóis.
Am 1. Oktober 2023 wurde der nördliche Teil von Coilate-Letelo als neuer Suco Coilate-Leten abgetrennt. Zu Coilate-Letelo gehören die drei Aldeias Aihatadiu, Hau-Hei und Manucate. Cletrema, Manulete, Raegoa und Teuro kamen zu Coilate-Leten. Zusammen hatten die beiden Sucos eine Fläche von 27,98 km².
Im Zentrum befinden sich die Dörfer Aihatadiu Leten (deutsch Ober-Aihatadiu), Aihatadiukraik (Aihatadiukraic, deutsch Unter-Aihatadiu), Betupu, Hau-Hei (Hau Hei, Haeheu) und Manucate (Manucati). In Hau-Hei gibt es eine Grundschule, eine medizinische Station und einen provisorischen Hubschrauberlandeplatz.

## Einwohner
2022 lebten im Suco Coilate-Letelo (inklusive Coilate-Leten) 5.160 Einwohner (2022), davon waren 2.704 Männer und 2.456 Frauen. In dem Gebiet gab es 876 Haushalte. Über 73 % der Einwohner gaben Mambai als ihre Muttersprache an. Über 20 % sprachen Tetum Prasa, fast 5 % Kemak und eine kleine Minderheit Idalaka.
2015 lebten in den noch heute zu Coilate-Letelo gehörenden Aldeias 2.158 Einwohner.

## Geschichte
1976 erreichten die indonesischen Invasoren auch Hatulia. Im Mai griffen die indonesischen Truppen Coilate-Letelo an. 200 Menschen wurden eingekesselt und konnten nicht mehr fliehen. Sie wurden zunächst im Ort gefangen gesetzt und später nach Letefoho gebracht.

## Politik
Bei den Wahlen von 2004/2005 wurde Januario M. Sarmento zum Chefe de Suco gewählt. Bei den Wahlen 2009 gewann Abel Maria da Costa und wurde 2016 in seinem Amt bestätigt.